# ساختمان کم‌کربن
ساختمان‌های کم کربن، ساختمان‌هایی هستند که طراحی و ساخته شده‌اند تا در دوره طول عمر خود کربن بسیار کم یا هیچ کربنی تولید نکنند.

## ساختمان‌ها و تغییرات آب و هوا
ساختمان‌ها به تنهایی تولیدکننده ۲۸٪ گازهای گل‌خانه‌ای انسانی هستند (۲۰٪ مسکونی ۱۸٪ تجاری). این بخش صنعتی است که بیشترین نقش در تغییر آب و هوا را دارد.
اما به گفته مجمع بین‌المللی تغییرات آب و هوایی (IPCC) این بخش به صرفه‌ترین فرصت‌ها برای کاهش گازهای گل‌خانه‌ای را ارائه می‌دهد

## ساختمان کم کربن چیست؟
ساختمان‌های کم کربن (LCB) ساختمان‌هایی اند که به‌طور خاص با تفکر کاهش گازهای گل‌خانه‌ای مهندسی شده‌اند؛ بنابراین طبق تعریف یک LCB ساختمانی است که به‌طور قابل توجهی کربن کمتری نسبت به ساختمان‌های معمولی انتشار می‌دهد. هیچ محدوده‌ای برای انتشار وجود ندارد که زیر آن یک ساختمان LBC به حساب آید. اما برای اینکه واقعاً بدون تأثیر بر تغییرات آب و هوایی باشد، یک LBC باید حداقل به ۸۰٪ گاز گل‌خانه‌ای کمتری نسبت به ساختمان‌های معمولی برسد. طبق گزارش استرن بر اقتصاد تغییرات آب و هوایی انتشار گازهای ما باید ۸۰٪ نسبت به وضع کنونی کاهش یابد تا از حد توانایی طبیعی زمین برای حذف گازهای گل‌خانه‌ای از اتمسفر فراتر نرود. برای مقایسه، یک ساختمان معمولی حدود ۵۰۰۰ کیلوگرم co2 بر متر مربع در طول عمر خود تولید می‌کند (اگر چه این مقدار بر اساس نوع و مکانی پروژه بسیار متفاوت است).

## تکنولوژی ساختمان‌های کم کربن
گازهای گل‌خانه‌ای در مراحل مختلف عمر ساختمان به اتمسفر وارد می‌شود:
ساخت ساختمان بهره‌برداری ساختمان تعمیر و تخریب ساختمان
محاسبات کاهش گازهای گل‌خانه‌ای باید تمام مراحل عمر ساختمان را در نظر بگیرد. ساخت و ساز (در برگیرنده تعمیر و تخریب) و بهره‌برداری.

### ساخت
گازهای گل‌خانه‌ای تولید شده در رابطه با ساخت ساختمان عمدتاً از منابع زیر تولید می‌شود
1. تولید مواد (مثل، بتن)
2. حمل مواد
3. حمل ضایعات
4. امحاء ضایعات

ساخت و ساز، تعمیر و تخریب یک ساختمان معمولی باعث تولید. ۱۰۰۰ تا ۱۵۰۰ کیلوگرم co2 بر متر مربع می‌شود (حدود ۵۰۰ کیلوگرم co2 بر متر مربع فقط برای ساخت).
استراتژی‌های LBC برای کاهش گازهای گل‌خانه‌ای شامل موارد زیر می‌شود:
1. کاهش مقدار مواد مصرفی
2. انتخاب مواد با شاخص تولید کربن کمتر (مثل، مواد بازیافتی)
3. انتخاب تأمین کننده‌های مواد نزدیک به محل ساخت
4. بازیافت ضایعات به جای دفن یا سوزاندن

### بهره‌برداری
گازهای گل‌خانه‌ای تولید شده در بهره‌برداری ساختمان عمدتاً از منابع زیر تولید می‌شود:
1. مصرف برق
2. مصرف سوخت‌های فسیلی در محل برای تولید برق، آب گرم، گرما و...
3. امحاء فاضلاب در محل
4. امحاء زباله در محل
5. پروسه‌های صنعتی به کار رفته در ساختمان

سوخت‌های فسیلی شامل گاز طبیعی و پروپان می‌شود.
بسته به منطقه‌ای که ساختمان در آن قرار دارد و ترکیب انرژی ساختمان، گازهای تولیدی در بهره‌برداری ساختمان بین ۰ تا ۱۰۰ کیلوگرم co2 در متر مربع در سال متغیر است. LBC معمولاً به ۱۰ کیلوگرم co2 در متر مربع در سال دست پیدا می‌کند.
استراتژی‌های LBC برای کاهش گازهای گل‌خانه‌ای در موقع بهره‌برداری شامل موارد زیر می‌شود:
1. کاهش مصرف انرژی
2. استفاده از منابع انرژی تجدیدپذیر

منابع انرژی‌های تجدیدپذیری شامل موارد زیر می‌شوند:
1. خورشید
2. باد
3. برق آبی کم اثر بر محیط زیست
4. سوخت‌های زیستی (تحت شرایط خاص)
5. زمین گرمایی
6. موج دریا

## کاهش غیر مستقیم گازهای گل‌خانه‌ای
سه منبع اصلی کاهش غیر مستقیم گازهای گل‌خانه‌ای در ساختمان‌ها وجود دارد:
1. انرژی‌های سبز
2. جبران کربن
3. کاهش تولید گازهای گل‌خانه‌ای حاصل از فروش برق پاک تولیدی در محل

این کاهش‌های گازهای گل‌خانه‌ای می‌تواند توسط صاحبان ساختمان‌ها استفاده شود تا جبرانی برای انتشاراتی باشد که قابل کاهش نیست یا از طرف دیگر هدف‌های خاص گازهای گل‌خانه‌ای به دست آید مثلاً «خنثی بودن تولید کربن».
یادداشت: انتشارات ساختمان همیشه باید در فهرست گازهای گل‌خانه‌ای قبل از و مستقل از کاهش‌های غیر مستقیم گازهای گل‌خانه‌ای گزارش شود. خرید و فروش گازهای گل‌خانه‌ای باید جداگانه در قسمت دیگری از فهرست گازهای گل‌خانه‌ای گزارش شود.
به این دلیل پیشنهاد می‌شود با تطبیق استراتژی گفته شده در پاراگراف‌های قبل انتشارات ساختمان کاهش یابد تا این که از خرید و فروش گازهای گل‌خانه‌ای استفاده شود.

## ساختمان‌های کم کربن امروز
LBC به عنوان قسمتی از «ساختمان‌های سبز» به سرعت در حال توسعه است. مثال‌های جدید شامل موارد زیر می‌شود:
- ساختمان مرکزی بنیاد آلدو لئوپولد، فِیر فیلد (آمریکا)
- تالار کرون، دانشکده جنگل و منابع طبیعی دانشگاه یاله (آمریکا)
- مرکز تکنولوژی انرژی پایدار، دانشگاه ناتینگهام، نینگ بو (چین)

## استانداردهای موجود ساختمان‌های کم کربن
ساختمان‌های کم کربن شیوه TM2011، ساخت ساختمان‌ها، یک روش ساده شده برای تخمین گازهای گل‌خانه‌ای در ساخت و ساز ساختمان